# Ernst Løffler
Ernst Conrad Abildgaard Løffler (født 28. februar 1835 i København, død 30. juli 1911 på Frederiksberg) var en dansk geograf, søn af fuldmægtig, senere kontorchef ved Det kgl. Teater, etatsråd Ernst Richard Løffler og Julie, født Abildgaard, og bror til arkæologen J.B. Løffler. Hans oldefar på mødrene side var arkivtegneren Søren Abildgaard.
I sin ungdom havde Løffler først tænkt på at gå kunstnervejen (hans moder var en datter af maleren Nicolai Abildgaard), hvortil han efter kenderes (Wilhelm Marstrand og andres) mening viste gode anlæg, men hans sans for naturen og samkvem med slægtninge, der havde set Ostindien og Kina, samt påvirkning af Humboldts og Schouws skrifter førte ham, efter at han 1854 var blevet student, ind på det geografiske studium. Under Forchhammers vejledning studerede han geognosi.
Allerede i sit fædrenehjem påvirkedes Løffler i geografisk retning, og som student helligede han sig udelukkende til dyrkningen af geografien og dens hjælpevidenskaber. Uagtet dette fag ikke var repræsenteret ved det københavnske universitet og derfor frembød store vanskeligheder, fik han tilladelse til 1859 at underkaste sig magisterkonferens i fysisk geografi. Efter at have skaffet sig det nødvendige selvsyn ved rejser i Alperne, Frankrig, Italien (senere i Rusland, Nederlandene og andre steder) tog han doktorgraden 1866 og begyndte derpå som privatdocent at holde offentlige, stærkt besøgte forelæsninger.
Løffler udfoldede en betydelig virksomhed for at skaffe geografien en selvstændig lærestol ved universitetet, for uddannelsen af faglærere og for en metodisk behandling af faget både som videnskabsgren og som skoledisciplin. Det var dog først efter et langt og møjsommeligt arbejde, at han nåede sit nærmeste mål. 1883 ansattes han som geografisk docent ved universitetet, og samtidig optogs geografien som selvstændigt fag ved den nyoprettede skoleembedseksamen. 1888 udnævntes han til ekstraordinær professor og det er for en stor del hans fortjeneste, at geografien sidenhen planmæssig dyrkedes ved universitetet og at Danmarks skoler kunde forsynes med videnskabelig uddannede lærere også i dette fag.
1876 udkom hans bekendte Haandbog i Geografien (3. udgave 1883-85) og senere har han offentliggjort adskillige velskrevne afhandlinger om geografiens metode og dens forhold til hjælpevidenskaberne. Inden for det danske kulturområde var Løffler nærmest Joachim Fr. Schouws geografiske arvtager, i det han ligesom denne opfattede geografien væsentlig som en naturvidenskab. Han var også stærkt påvirket af Humboldt og Ritter og af de bestræbelser, som rundt omkring i Europa arbejdede på at genføde det geografiske studium.
Løffler var den første videnskabelig uddannede geograf i Danmark, og hans virksomhed faldt meget nøje sammen med fagets første udvikling i dette land. Endnu inden man i Tyskland fik øjet op for, at geografien trods Humboldt og Ritter var i høj grad forsømt, og at der til en skildring af landenes natur først og fremmest hørte naturvidenskabelige kundskaber, samt for fremstillingen af menneskelivets forskellige former såvel som disses forhold til den omgivende natur krævs et etnografisk grundlag, søgte Løffler at skaffe disse anskuelser indpas i Danmark og Norge ved forelæsninger og foredrag i begge lande.
1898 blev geografien endelig ordinariat. Blandt hans skrifter må, foruden ovennævnte håndbog, især fremhæves Lærebog i Geografi (1864), Omrids af Geografien I (1893), Quelques réflexions sur les etudes géographiques (1879), Vinelands excursions of the ancient scandinavians (Amerikanistkongres 1883) og Die Geographie als Universitätsfach (1899). Fra 1894 til sin død var han medarbejder ved Behms Geografisches Jahrbuch.